# Puskel Tünde Emese
Puskel Tünde Emese (Magyardellő, 1956. május 3. –) erdélyi magyar lapszerkesztő. Puskel Péter Pál felesége.

## Életútja
Középiskoláit Marosvásárhelyen a Bolyai Farkas Líceumban végezte (1974), majd a Babeș-Bolyai Egyetemen szerzett magyar-francia szakos tanári diplomát (1981). Általános iskolai tanár volt az Arad megyei Majláton (1981-89), majd Aradon (1990-től); közben 1990-94 között az aradi helyi televízió magyar műsorának főszerkesztője, 1994 óta a Duna TV, a Magyar Televízió, a bukaresti TV magyar adása számára készít helyi riportokat, tudósításokat külső munkatársként. 1992-96 között a Kópé című diáklap szerkesztője.

## Munkássága
Első írása a Jóbarát című lapban jelent meg 1969-ben. Riportjait az aradi Jelen is közölte. Zöld nyíl című rövidfilmje (1993), amelyben Európa legrégibb villamosvasútja emlékét elevenítette fel, Kassán és Kölnben is bemutatásra került. tévéfilmet készített Munkácsy Mihály aradi tartózkodásáról (1994), a két háború közötti erdélyi újságírás kimagasló személyiségéről, Krenner Miklósról (Spectator Erdélyben, 1995), kétrészes dokumentumfilmben idézte a világosi fegyverletételt (1995), s bemutatta az aradi 48-as Ereklyemúzeum történetét (1997).